# جزایر فینیکس

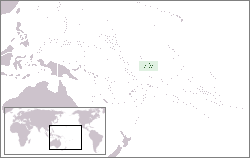
موقعیت جغرافیایی جزایر فینیکس در اقیانوسیه

جزایر فینیکس (انگلیسی: Phoenix Islands) نام گروهی است از هشت جزیره مرجانی و دو آب‌سنگ مرجانی زیرآبی که در محدوده مرکزی اقیانوس آرام واقع شده‌اند. این جزایر در شرق جزایر گیلبرت و غرب جزایر لاین قرار گرفته‌اند. جزایر فینیکس جزئی از کشور کیریباتی به‌شمار می‌آیند.
در اواخر دهه ۱۹۳۰ جزایر فینیکس محل آخرین تلاش توسعه استعماری امپراتوری بریتانیا بود که این کار از طریق برنامه‌ای به نام برنامه اسکان جزایر فینیکس به اجرا درمی‌آمد. منطقه حفاظت‌شده جزایر فینیکس که در سال ۲۰۰۸ تأسیس شده از بزرگ‌ترین‌ها در نوع خود در جهان است و در حدود ۱۲۰ گونه از مرجان دریایی و بیش از ۵۰۰ گونه ماهی را در خود جای داده است.